# Sul romanticismo
Sul romanticismo è una lettera inviata da Alessandro Manzoni al marchese Cesare Tapparelli d'Azeglio nel 1823 e pubblicata senza il consenso dell'autore nel 1846. Tale lettera è molto importante al fine di comprendere meglio le idee romantiche che si stavano diffondendo in Italia, in particolare in Italia settentrionale, negli anni '10 e '20 del XIX secolo.

## Composizione e analisi

### Composizione
La lettera, scritta nel 1823 ed indirizzata al nobile piemontese (e futuro consuocero) Cesare d'Azeglio, fu successivamente rivista nel 1846 e nel 1870, quando la parte relativa alla funzione della letteratura secondo il romanticismo, che in questa sede si analizzerà, venne sempre più a scomparire. La lettera - se si tiene conto della versione del 1823 - è composta in due momenti, essenzialmente: in una pars destruens, in cui si analizza la querelle tra classicisti e romantici sulla validità dell'uso della mitologia nella poesia con conseguente vittoria dei romantici; ed in una pars construens, in cui si evidenzia lo scopo civile della letteratura secondo il movimento romantico.

### Analisi

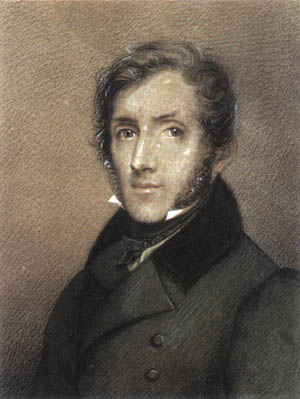
Alessandro Manzoni in un ritratto di Carlo Gerosa.

#### Il rifiuto della mitologia
Manzoni ritiene assurdo l'uso della mitologia, massicciamente presente nella poesia neoclassica, perché crea una letteratura d'evasione, elaborata secondo l'imitazione acritica, pedissequa e anacronistica dei classici. Inoltre, egli ritiene che la mitologia esprima le idee del mondo pagano e la sua morale religiosa, basata sulla convinzione che i piaceri, i desideri e le cose terrene portino alla salvezza: non ha quindi senso parlare della mitologia se non si crede nelle idee che essa esprime:
(Manzoni, p. 586)
Per questo motivo, inoltre, la mitologia mal si presta a coesistere con la religione Cristiana, che durante il Romanticismo aveva ritrovato l'appoggio spirituale dei letterati.

#### Il rifiuto dell'imitazione
Inoltre, Manzoni critica fortemente l'imitazione dei classici, intesa non come studio per la cultura generale e per il tirocinio d'apprendistato della letteratura da parte delle nuove generazioni, quanto invece l'assolutizzazione del loro insegnamento nell'invenzione dei generi letterari, quasi come se tutta l'arte si fosse ridotta alle civiltà greca e romana:
(Manzoni, p. 588)

#### L'utile, il vero ed il dilettevole romantico
Davanti alla "monumentalità" dell'arte classica, trita sempre nelle stesse convinzioni, Manzoni contrappone invece la freschezza del romanticismo, il quale è un movimento inteso per il popolo che sente estranea la compagine classica dei miti e delle leggende. Di conseguenza, ai lettori interessa che il diletto che ne consegue sia tratto da un vero che sia la realtà che le persone vivono ogni giorno:
Conoscendo il vero, i lettori possono educarsi ad un'etica civile e morale (ecco la funzionalità dell'utile) che viene elaborata attraverso un'opera letteraria che sia capace di essere interessante e, di conseguenza, dilettevole grazie allo strumento dell'arte. Non rinunciando così alla componente civile e morale propria della tradizione lombarda (Giuseppe Parini e Cesare Beccaria), Manzoni formula quel concetto tripartito che sarà alla base de I promessi sposi e che è alla base della poetica manzoniana in generale:

## Edizioni
- Il Romanticismo in Italia, in Opere, con un discorso preliminare di Niccolò Tommaseo ed aggiunte osservazioni critiche, Napoli, Stabilimento tipografico all'insegna dell'Ancora, 1850,  pp. 551-564 (prima redazione).
- Sul Romanticismo. Lettera al marchese Cesare d'Azeglio, in Opere varie, Milano, Stabilimento Redaelli dei Fratelli Rechiedei, 1870,  pp. 779-797 (seconda redazione).